# Melanka (inslagkrater)
Melanka is een inslagkrater op de planeet Venus. Melanka werd in 1997 genoemd naar Melanka, een Oekraïense meisjesnaam.
De krater heeft een diameter van 9 kilometer en bevindt zich in het quadrangle Bereghinya Planitia (V-8).